# Anurostreptus commutatus
Anurostreptus commutatus är en mångfotingart som beskrevs av Demange 1961. Anurostreptus commutatus ingår i släktet Anurostreptus och familjen Harpagophoridae. Inga underarter finns listade i Catalogue of Life.